# 正力亨
正力亨（日语：正力 亨，1918年10月24日—2011年8月15日），日本企业家，是读卖新闻集团本社社主、读卖巨人名誉业主、日本电视放送网名誉顾问。他是讀賣新聞社社主正力松太郎的长子，曾就讀於庆应义塾普通部，毕业于庆应义塾大学商学院。